# Упередження оминання
Упередження оминання — це передбачений тип когнітивного упередження, дослідження якого ще тривають. Це тенденція оцінювати шкідливі дії як гірші або менш моральні, ніж такі самі за шкодою оминання (відсутність дії), з огляду на те, що дії є більш очевидними ніж бездіяльність. На сьогодні існує суперечка, чи є це упередження прикладом систематичної помилки мислення, або його існування підтримується загальноприйнятою теорією моралі. Для прихильника консеквенціалізму, судження, що шкідливі дії є гіршими за шкідливу бездіяльність, є непослідовним, а от етика деонтології може і звичайно визначає моральну різницю між дією та дозволом дії відбутися.

## Приклади та застосування
Як правило, упередження демонструється проблемою вагонетки.
Спранка, Мінск та Барон поширили упередження оминання на судження щодо моральності вибору. В одному зі сценаріїв, тенісист Джон має наступного дня зустрітися з сильним суперником у вирішальному матчі. Джон знає, що у його опонента алергія на певний компонент їжі. Учасникам експерименту пропонували два варіанти: Джон рекомендує супернику їжу, яка містить алерген, з тим, щоб погіршити виступ суперника, або суперник сам замовляє їжу з алергеном, а Джон його не зупиняє. Більшість людей оцінили дію Джона щодо рекомендації їжі з алергеном як більш аморальну, ніж бездіяльність Джона (коли він не поінформував суперника про наявність алергену в його замовленні).
Ефект також був підтверджений і на реальних спортивних аренах: статистика НБА показує, що судді (рефері) засвідчували фол на 50% рідше у фінальні моменти ігор з незначною різницею в рахунку.
Іншим прикладом з реального світу є рішення батьків відмовитись від вакцинації дітей через можливу ймовірність ускладнень та смерті — навіть коли смертельне ускладнення від вакцинації значно менш ймовірне, ніж смерть від хвороби, для уникнення якої потрібна вакцинація.